# BC Augsburg
BC Augsburg – niemiecki klub piłkarski z siedzibą w mieście Augsburg (w dzielnicy Oberhausen), leżącym w Bawarii (Szwabia), działający w latach 1921–1969 (od 1969 roku jego tradycje kontynuuje klub FC Augsburg).

## Historia
- 1907 – został założony jako Alemannia Augsburg
- 1921 – odłączenie się od klubu jako BC Augsburg
- 1935 – połączył się z SV Kriegshaber
- 1938 – połączył się z VFL Teutonia Augsburg
- 1943 – połączył się z Post Augsburg tworząc KSG BC/Post Augsburg
- 1945 – został rozwiązany i na nowo założony jako BC Augsburg
- 1969 – połączył się ze Schwaben Augsburg tworząc FC Augsburg

W 1970 roku w Oberhausen, dzielnicy Augsburga, został założony klub Sportfreunde Oberhausen, który w 1981 roku zmienił nazwę na BC Augsburg-Oberhausen. Klub rozgrywa swoje mecze domowe przy Sportanlage Nord na Rosenaustadion (gdzie BC Augsburg również rozgrywał swoje mecze domowe), a jego logo jest bardzo podobne do starego logo BC Augsburg. W sezonie 2011/12 BC Augsburg-Oberhausen występował w Bezirkslidze Schwaben-Süd (ósmy poziom rozgrywek).

## Sukcesy
- 10 sezonów w Gaulidze Bayern (1. poziom): 1934/35-43/44.
- 14 sezonów w Oberlidze Süd (1. poziom): 1945/46-46/47, 1948/49-50/51, 1952/53-58/59 i 1961/62-62/63.
- 1 sezon w Landeslidze Bayern-Süd (2. poziom): 1947/48.
- 3 sezony w 2. Oberlidze Süd (2. poziom): 1951/52 i 1959/60-60/61.
- 2 sezony w Regionallidze Süd (2. poziom): 1963/64 i 1966/67.
- 4 sezony w Amateurlidze Bayern (3. poziom): 1964/65-65/66 i 1967/68-68/69.
- mistrz Landesliga Bayern-Süd (2. poziom): 1948 (awans do Oberligi Süd)
- mistrz 2. Oberliga Süd (2. poziom): 1961 (awans do Oberligi Süd)
- mistrz Amateurliga Bayern (3. poziom): 1966 (awans do Regionalligi Süd)
- wicemistrz Gauliga Bayern (1. poziom): 1940, 1943 i 1944
- wicemistrz 2. Oberliga Süd (2. poziom): 1952 (awans do Oberligi Süd)
- wicemistrz Amateurliga Bayern (3. poziom): 1965 i 1969
- mistrz 2. Amateurliga Schwaben (4. poziom): 1962 (II drużyna, awans do Amateurligi Bayern)
- zdobywca Pucharu Bawarii: 1951
- zdobywca Pucharu Szwabii: 1965